# Azuré du baguenaudier
Iolana iolas
Espèce
L’Azuré du baguenaudier, Argus du Baguenaudier ou Argus géant (Iolana iolas) est un lépidoptère (papillon) de la famille des Lycaenidae, de la sous-famille des Polyommatinae et du genre Iolana.

## Dénominations
Iolana iolas (Ferdinand Ochsenheimer, 1816)
Synonymie : Glaucopsyche iolas (Ochsenheimer, 1816), Lycaena iolas (Ochsenheimer, 1816),.

### Noms vernaculaires
L'Azuré du baguenaudier, Argus du Baguenaudier ou Argus géant se nomme en anglais «Iolas Blue» et en espagnol «Espantalobos».

### Sous-espèces
- Iolana iolas lessei (Bernardi, 1964) présent en Arménie.
- Iolana iolas debilitata (Schultz, 1905) ou Iolana debilitata (Schultz, 1905) l'Azuré d'Oranie présent au Maroc et en Algérie[2].
- et autres

L’azuré d'Oranie  est parfois considéré comme une espèce Iolana debilitata parfois comme Iolana iolas debilitata une sous-espèce.

## Description
C'est un papillon qui présente un dimorphisme sexuel : le dessus du mâle est bleu violet, celui de la femelle est plus foncé marron gris suffusé de bleu.
Le revers est clair, gris clair à beige clair un peu suffusé de bleu, les ailes sont ornées d'une ligne de points noirs et d'une ligne submarginale de petites taches blanches.

## Biologie
Les œufs sont pondus dans la gousse du baguenaudier et c'est dans cette gousse que se développe la larve.

### Période de vol et hivernation
Il vole en une génération de mai à juillet.
La larve est soignée par les fourmis Camponotus cruentatus, Tapinoma erraticum et autres.

### Plantes hôtes
Ses plantes hôtes sont des Colutea  : Colutea cilicica et Colutea arborescens,.

## Écologie et distribution
Il est présent en Afrique du Nord, dans l'est de l'Espagne, le sud de la France, en Italie, Suisse,  Autriche, Slovaquie, Balkans et Grèce, en Asie Mineure, Iran, Irak et Transcaucasie.
Il est présent dans dix départements du sud-est de la France métropolitaine. D'autres sources ne le donnent présent que dans trois départements, Vendée,  Vaucluse et Bouches-du-Rhône.

### Biotope
Il habite des lieux secs broussailleux.

### Protection
Espèce menacée inscrite dans la liste rouge au niveau européen et en France, I. iolas est classé dans la catégorie A2 au programme national de restauration.